# 李帥 (サッカー選手)
李 帥（漢音読み：り すい、簡体字：李帅、繁体字：李帥、拼音：Li Shuài、Li Shuai、1982年8月18日 - ）は、中華人民共和国・山東省青島市出身の元サッカー選手。現役時代のポジションはゴールキーパー。

## 来歴

### クラブ

#### 広州恒大
2007年、青島中能から広州恒大へ完全移籍した。移籍金は200万元である。

#### 上海申花
2016年1月19日、8年間所属した広州恒大から上海申花へ完全移籍したことを発表した。

## 所属クラブ
ユース経歴
- 1997年 - 2001年  青島中能足球倶楽部

プロ経歴
- 2002年 - 2006年  青島中能足球倶楽部
- 2007年 - 2015年  広州恒大足球倶楽部/広州恒大淘宝足球倶楽部
- 2016年 - 2022年  上海緑地申花足球倶楽部

## タイトル

### クラブ
広州恒大
- AFCチャンピオンズリーグ：2回 (2013, 2015)
- 中国サッカー・超級リーグ：5回 (2011, 2012, 2013, 2014, 2015)
- 中国サッカー・甲級リーグ：2回 (2007, 2010)
- 中国FAカップ：1回 (2012)
- 中国サッカー・スーパーカップ：1回 (2012)

 上海申花
- 中国FAカップ：2回 (2017, 2019)